# 康氏宗祠 (肥东县)
康氏宗祠，是位于中国安徽省合肥市肥东县桥头集镇大康村的一个清代古建筑，2012年入选第五批肥东县文物保护单位。
康氏宗祠的一、二进始建于明朝万历年间，三进建于清朝乾隆年间，占地1000平方米，建筑面积320平方米，三进三开间，门前两侧有石狮、石鼓、屏风、梁柱和木雕等装饰结构。